# Jonathan Reis
Jonathan Reis (Contagem, 1989. június 6. –) brazil labdarúgó. A PSV Eindhoven-nél szerződést bontottak vele droghasználat miatt.